# Valérie Langlois
Valérie Langlois est une écrivaine québécoise née en 1976.
Elle détient un baccalauréat en psychoéducation et a travaillé pendant près de vingt ans dans le milieu de la déficience intellectuelle avant de se consacrer à l'écriture.
Elle a obtenu une bourse du Conseil des arts et des lettres du Québec en 2012 et a remporté le prix Philippe-Aubert-de-Gaspé du Salon du livre de la Côte-du-Sud en 2015,. En 2019, elle faisait paraître le roman La Page manquante, inspiré de son expérience personnelle,.

## Œuvres

### Romans pour adultes
- La Dernière Sorcière d'Écosse, 2022 (Nouvelle édition)
- Là où tombent les samares, Libre Expression, 2021
- La Dernière Sorcière d'Écosse, VLB, 2014 (première édition)
- La Page manquante, Libre Expression, 2019
- Culloden – La fin des clans, VLB, 2011

### Recueil de nouvelles
- Murmures, Les heures bleues, 2021

### Livres pour enfants
- Beau dodo, Dominique et cie, 2019
- Fripouille, Éditions Le Point Bleu, 2019

## Distinction
Prix Philippe-Aubert-de-Gaspé (Salon du livre de la Côte-du-Sud) en 2015,